# 日本裔菲律賓人
日本裔菲律賓人，是指日本人和有日本人血緣的菲律賓人。他們的來源有以下數個：
- 第一批：西班牙殖民地時代的個別日本人。
- 第二批：江戸時代初期因德川幕府逼害天主教政策而流亡菲律賓的天主教徒貿易商及商人。
- 第三批：菲律賓成為美國殖民地時期，一批日本人作為外勞來到菲律賓並與菲律賓人結婚成為日系麥士蒂索人。

他們多數生活在馬尼拉與達沃，人口120000-200000人。